# Rasoul Khatibi

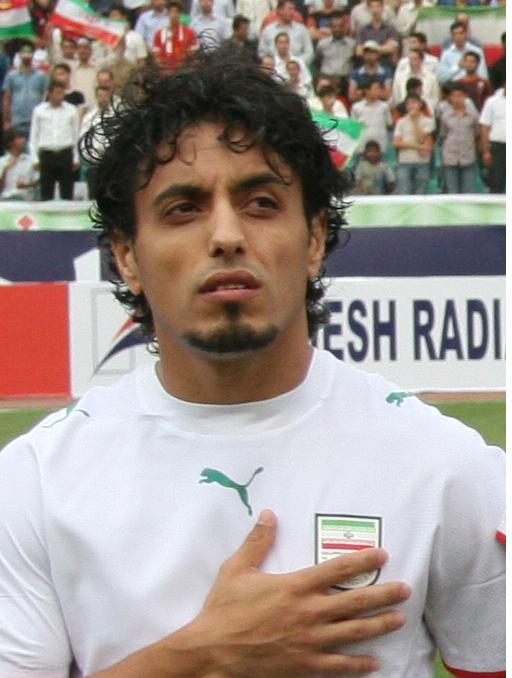
Khatibi nel 2006

Rasoul Khatibi (pers.  رسول خطیبی,; Tabriz, 22 settembre 1978) è un allenatore di calcio ed ex calciatore iraniano, di ruolo attaccante.